# اسکید رو (لس آنجلس)
اسکید رو (به انگلیسی: Skid Row) محله ای در مرکز شهر لس آنجلس است. این منطقه با نام مرکز شرقی شهر نیز شناخته می‌شود.
طبق شمارش سال ۲۰۱۹، جمعیت این منطقه ۴۷۵۷ نفر بوده‌است. اسکید رو میزبان یکی از بزرگترین جمعیت‌های پایدار (حدود ۴۲۰۰–۸۰۰۰) از افراد بی خانمان در ایالات متحده می‌باشد و از دهه ۱۹۳۰ به دلیل جمعیت متراکم بیخانمان‌هایش شناخته شده‌است. سابقه طولانی آن در حملات پلیس، پیشگامی شهروندان و حمایت از بی خانمان‌ها، این شهر را به یکی از مناطق قابل توجه در لس آنجلس تبدیل کرده‌است.

## جمعیت‌شناسی

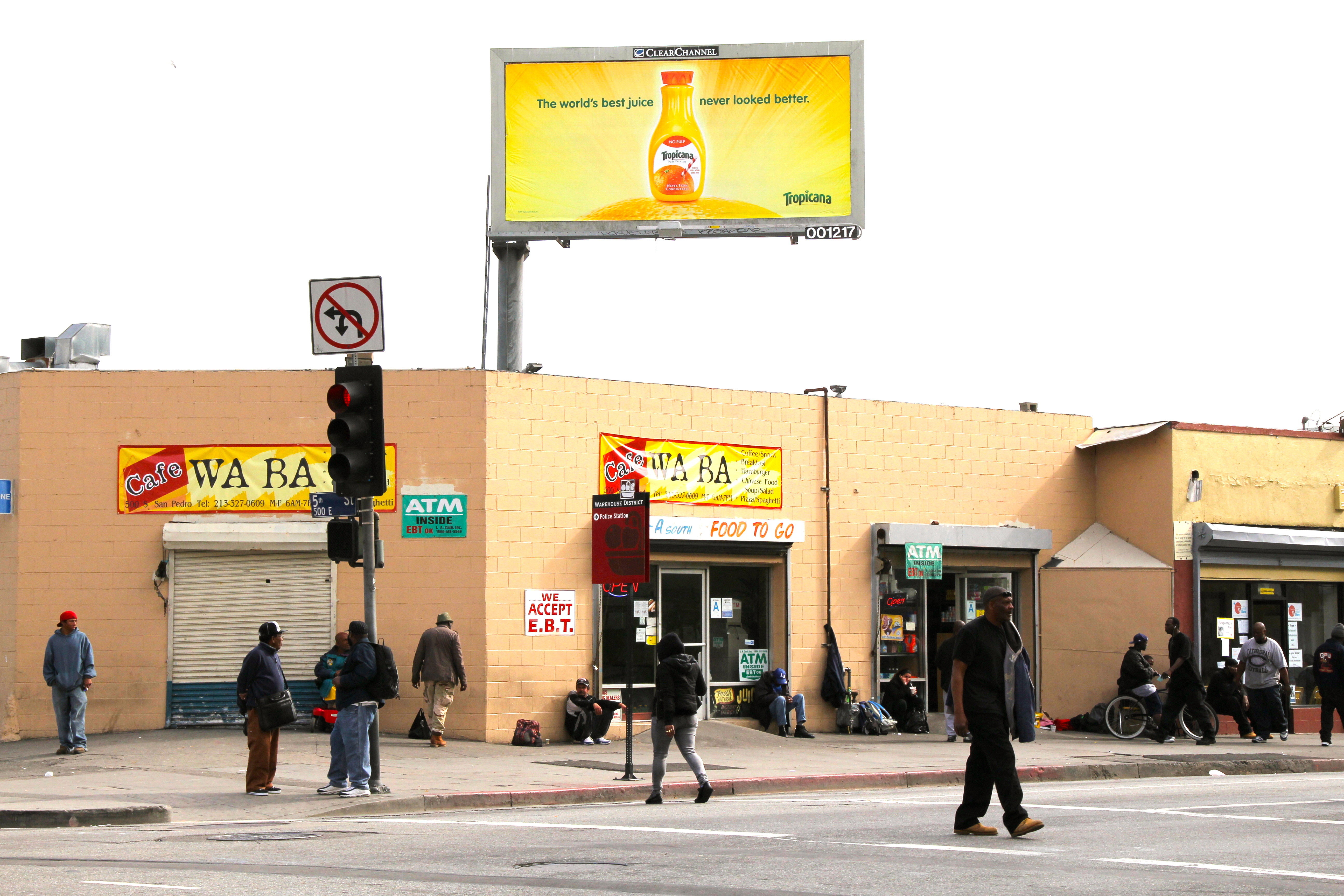
نبش خیابان سن پدرو و خیابان پنجم شرقی

در سال ۲۰۱۹ کل جمعیت آن ۴٬۷۵۷ نفر بوده‌است. بین سالهای ۲۰۱۸ و ۲۰۱۹ ۱۱ درصد افزایش در تعداد افراد ساکن در منطقه وجود داشته‌است. در محله فوق، تعداد ۷۸/۷٪ افراد زیر ۱۸ سال، ۳۸/۱٪ بین ۱۸ تا ۲۴، ۶۰/۹۴٪ بین ۲۵ تا ۵۴ سال، ۱۹/۴۹٪ بین ۵۵–۶۱ سال و ۱۰/۴۱٪ ۶۲ ساله ساکن هستند. ۹٫۹۰٪ جمعیت را نیز کهنه سربازان تشکیل می‌دهند.
ترکیب نژادی محله در سال ۲۰۱۹ ۱۲٫۶۶٪ سفید، ۵۸٫۲۱٪ سیاه‌پوست / آمریکایی آفریقایی‌تبار، ۲٫۰۶٪ هندی آمریکایی / بومی آلاسکا، ۰٫۶۳٪ آسیایی، ۲۴٫۵۳٪ اسپانیایی یا لاتین، ۰٫۷۹٪ بومی هاوایی / جزایر دیگر اقیانوس آرام و ۱٫۱۱٪ از سایر نژادها می‌باشند.
سرانه درآمد این محله در سال ۲۰۰۰ ۱۴۲۱۰ دلار بود. حدود ۴۱٫۸٪ از جمعیت زیر خط فقر بودند. در سال ۲۰۰۸، متوسط درآمد خانوار اسکید رو و مناطق اطراف آن ۱۵۰۰۳ دلار بود.

## در فرهنگ عامه

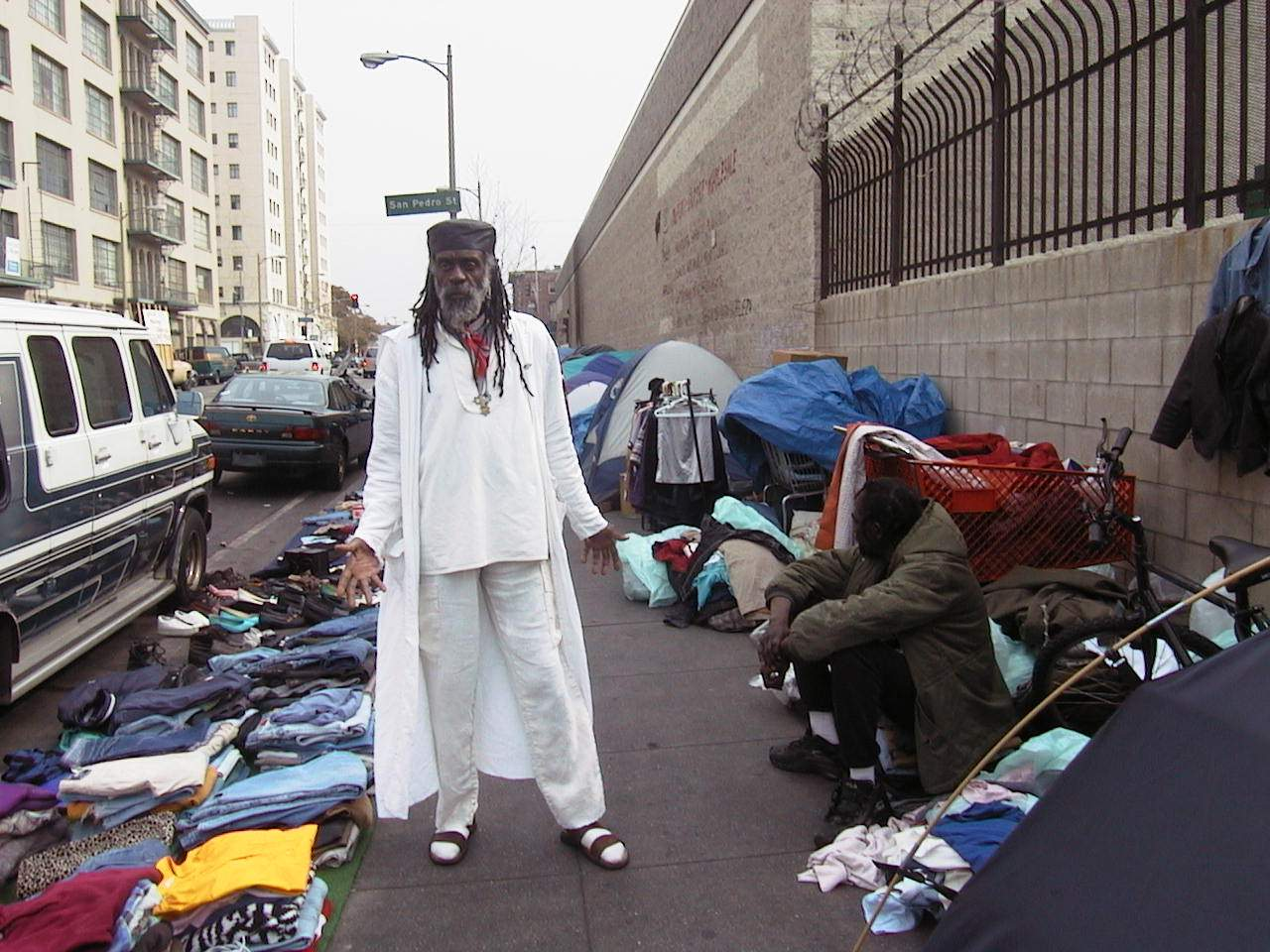
در اسکید رو، چادرها بلوک‌های کل شهر را پوشانده‌اند

لس آنجلس:اسکید رو خانه من است، یک مستند بلند است که توسط آگی اورسی تولید شده‌است، داستان هشت بی خانمان از جمله یک ورزشکار المپیکی و فارغ‌التحصیل هاروارد است که در دنیایی از فقر، سو مصرف مواد مخدر و بیماری‌های روانی سر می‌کند. این فیلم بررسی می‌کند که چگونه شهر لس آنجلس با منع ساکنان اسکید رو از ایستادن و نشستن برای مدت طولانی در یک مکان عمومی، بی خانمانی را تبدیل به جرم می‌کند.
این مکان به عنوان لوکیشن در چندین فیلم از جمله نیش، برنامه‌های تلویزیونی مانند ایستارکی و هتچ، برتا استفاده شده‌است.
اسکید رو همچنین به عنوان مکانی برای فیلمبرداری موزیک ویدئوهای آهنگ‌های مایکل جکسون " بزن به چاک " و " حسی که به من می‌دهی " مورد استفاده قرار گرفت.

## ساکنان سرشناس
- جانی ری - خواننده، ترانه‌سرا و پیانیست.[۱۸]
- دنی هریس - دارنده مدال نقره و ورزشکار پرش از روی مانع المپیک.[۱۹]
- جورج تاکی و خانواده - بازیگر، کارگردان، نویسنده و فعال ژاپنی-آمریکایی.[۲۰]
- ناتانیل آیرز - سوژه فیلم تکنواز (فیلم)در سال 2009.[۲۱]